# Ostrea
Ostrea of Oester is een geslacht van tweekleppige weekdieren uit de familie Ostreidae en de orde Ostreoida, met als bekendste telg uit dit geslacht de gewone oester (Ostrea edulis). Dit geslacht is fossiel bekend vanaf het Trias. Ze hebben twee bijna cirkelvormige en ongelijke folders en worden beschouwd als een van de meest gewaardeerde eetbare zeevruchten. Het omvat verschillende soorten, waarvan Ostrea edulis de bekendste is. Sommige soorten kunnen in de loop van de tijd parels produceren, die worden gevormd uit deeltjes die zich na verloop van tijd in de oester nestelen (meestal zanddeeltjes) en zo een kostbare steen vormen. Er zijn verschillende soorten parel, afhankelijk van het verzamelde sediment. Tegenwoordig bestaan er nog enkele soorten van dit geslacht.

## Beschrijving
Deze tweekleppige zet zich met de holle, van ribben voorziene linkerklep vast op de rotsen. De rechterklep is iets kleiner, plat en vaak glad. De versiering van de schelp bestaat uit diepe plooien en groeistrepen. De vorm kan zeer verschillend zijn. De hoogte van de schelp bedraagt tussen de vijf en vijftien centimeter.
Oesters zijn filterorganismen die water zuigen met het ritme van cilia. Het plankton en de gesuspendeerde deeltjes van het voedsel worden gevangen in het slijm van de kieuwen en worden naar de mond getransporteerd, waar ze worden gegeten, verteerd en uitgescheiden als ontlasting of pseudofeces. De voedselactiviteit van oesters is hoger wanneer de watertemperatuur hoger is dan tien graden Celsius. Gezonde oesters consumeren algen en ander drijvend voedsel, die elk tot vijf liter water per uur filteren.
Wetenschappers denken dat de oesterpopulatie van de Chesapeake Bay op zijn hoogtepunt historisch om de drie tot vier dagen het volledige volume van het estuariumwater uit overtollig voedsel filterde. Vandaag zou het proces bijna een jaar duren. Sedimenten, organische stoffen die als voedsel dienen en algen kunnen problemen veroorzaken in waterlichamen. De oesters filteren deze verontreinigende stoffen, eten ze op of vormen met hen kleine pakjes die op de bodem worden afgezet, waar ze onschadelijk zijn. Oesters ademen als vissen, met behulp van kieuwen en de buitenste laag die hen bedekt. De laag is uitgelijnd met vele kleine, dunwandige bloedvaten die zuurstof uit water halen en koolstofdioxide verdrijven. Een klein hart met drie kamers, dat verborgen is onder de abductorspier, is verantwoordelijk voor het pompen van verkleurd bloed, met zijn zuurstofbron, naar alle delen van het lichaam. Tegelijkertijd zuiveren twee nieren op het onderste oppervlak van de spier het bloed van alle verzamelde residuen. Oesters hebben verschillende geslachten, maar ze kunnen tijdens hun leven een of meerdere keren van geslacht veranderen. De geslachtsklieren, organen die verantwoordelijk zijn voor de productie van eieren en sperma, omringen de spijsverteringsorganen en bestaan uit gameten, vertakkende buisjes en bindweefsel. Het is niet mogelijk om mannen van vrouwen te onderscheiden alleen op basis van het onderzoek van hun schelpen.

## Oesters als voedsel
De Ierse satirische schrijver Jonathan Swift zei dat 'de eerste man die een oester durfde te eten moedig was', maar het is mogelijk dat de consumptie van oesters door mensen de prehistorie zou kunnen bereiken, misschien vanwege het bewijs van oesterverzamelaars gevonden in alle culturen in de buurt van de zee. Er moet aan worden gedacht dat oesters mogelijk een vorm van voedsel zijn geweest in kustgebieden en dat ze samen met de visserijsector een belangrijke bron van economische inkomsten zijn geweest. Het is heel goed mogelijk dat overproductie en druk van vervuiling de productie ervan hebben doen dalen tot bijna belachelijke hoeveelheden voor consumptie op sommige plaatsen, maar het is nog steeds populair in sommige kuststeden waar zelfs oesterfestivals worden gevierd.
Oesters behoren tot de exotische voedingsmiddelen van enkele culturen, maar het is een voedingsmiddel van verworven smaak omdat enige training nodig is voordat het wordt gewaardeerd. Vanuit voedingsoogpunt is het een voedingsmiddel dat rijk is aan zink, een van de voedingsstoffen die nodig is voor de productie van testosteron.

## Vastzetten en cultiveren
Oesters kunnen op de bodem van de zee worden gevangen door ze uit hun bed te halen. In ondiepe wateren worden ze met de hand of met kleine harken gevangen. In diepere wateren worden harken met langere armen gebruikt om de bodem te bereiken. In sommige gebieden wordt het oogsten mechanisch uitgevoerd met een soort baggerwerkzaamheden, hoewel deze bewerking weinig arbeid vereist en het mogelijk maakt om een grotere hoeveelheid oesters in een korter tijdsinterval te verwijderen, het is waar dat de zeebodem aanzienlijk wordt beschadigd. Het is om deze reden dat sinds 1965 de vangst van oesters door het baggeren van de zeebodem is gereguleerd. In Chili wordt de oester in het algemeen met de hand gehaald vanaf de zeebodem. Er zijn echter ook broederijen waar ze worden gekweekt, waardoor ze het hele jaar door oesters hebben, zelfs in gesloten seizoenen. In speciaal gekozen zeewatersectoren, beschermd tegen sterke stromingen en weg van de vervuiling van nabijgelegen steden, bevinden zich oesterkwekerijen. Vlotten zijn verankerd waaraan grote trossen cholga-oesters of andere grote schelpen zijn opgehangen. Oesterzaden hechten zich aan deze schelpen, die na drie jaar de juiste maat hebben om te worden geoogst en in de handel gebracht.

## Soorten
- O. albertensis † Russell & Landes 1937
- O. angasi Sowerby 1846
- O. angulata † Sowerby 1840
- O. angusta † Deshayes 1824
- O. anomialis † Lamarck 1819
- O. antarctica † Zinsmeister 1984
- O. arenicola † Tate 1886
- O. aupouria Dinamani 1981
- O. beloiti † Logan 1899
- O. bicolor † Hanley 1854
- O. blackensis † Stephenson 1923
- O. brongniarti † Bronn 1856
- O. californica Mareon 1858
- O. carolinensis † Conrad 1832
- O. castellobrancoi † Maury 1936
- O. chilensis Philippi 1844
- O. cochlear † Poli 1795
- O. compressirostra † Say 1824
- O. conchaphila Carpenter 1857
- O. costaricensis † Olsson 1922
- O. crenulimarginata † Gabb 1860
- O. cristata Born 1778
- O. cubitus † Deshayes 1832
- O. cumingiana Dunker 1846
- O. cynthiae † Maury 1912
- O. democraciana † Hodson et al. 1927
- O. dorsalis † Azzaroli 1958
- O. edulis Linnaeus 1758
- O. edwilsoni † Stoyanow 1949
- O. eorivularis † Oyama & Mizuno 1958
- O. erici † Hertlein 1929
- O. flavicans Linnaeus 1758
- O. forskali † Chemnitz 1785
- O. fraasi † Mayer-Eymar 1888
- O. frondosa † de Serres 1829
- O. gajensis † Vredenburg 1928
- O. gingensis † Schlotheim 1813
- O. glabra Linnaeus 1758
- O. golfotristensis † Maury 1912
- O. haleyi † Hertlein 1933
- O. hippopus † Tate 1886
- O. hyotidoidea † Tate 1899
- O. imbricata † Lamarck 1819
- O. incisa † Martin 1883
- O. invalida † White 1887
- O. iridescens Gray 1854
- O. jogjacartensis † Martin 1914
- O. khamirensis † Cox 1936
- O. latimarginata † Vredenburg 1908
- O. longirostris † Lamarck 1806
- O. ludensis † Deshayes 1861
- O. lurida † Carpenter 1864
- O. lutaria † Hutton 1885
- O. maculosa Forskål 1775
- O. manubriata † Tate 1887
- O. marginidentata † Wood 1861
- O. matercula † de Verneuil 1845
- O. mauricensis † Gabb 1860
- O. mesenterica † Morton 1834
- O. messor † Maury 1925
- O. minbuensis † Cotter 1923
- O. minerensis † Russell & Landes 1937
- O. minuta Linnaeus 1758
- O. miradorensis † Olsson 1931
- O. monetalis † Martin 1931
- O. negritensis † Olsson 1928
- O. normalis † Gardner 1926
- O. obliterata Linnaeus 1758
- O. pangadiensis † Hislop 1859
- O. paracasensis † Rivera 1957
- O. parasitica † Gmelin 1791
- O. paroxis † Lesueur 1829
- O. parrensis † Vega et al. 1999
- O. pejerreyensis † Rivera 1957
- O. pellucens Linnaeus 1758
- O. pesfelis Linnaeus 1758
- O. petrosa † Fuchs 1879
- O. peytoni † Richards 1947
- O. pileosimilis † Martin 1931
- O. plicatula Gmelin 1791
- O. portoricoensis † Hubbard 1920
- O. princeps † Woods 1850
- O. procyonis † Maury 1924
- O. prona † Wood 1861
- O. protoimbricata † Vredenburg 1928
- O. pseudocrassissima † Fuchs 1878
- O. pseudodigitalina † Fuchs 1879
- O. pseudorissensis † Vredenburg 1928
- O. pulaskensis † Harris 1892
- O. radula Linnaeus1758
- O. raveneliana † Tuomey & Holmes 1855
- O. resupinata † Deshayes 1858
- O. retusa Sowerby 1871
- O. russelli † Russell & Landes 1937
- O. samanensis † Olsson 1928
- O. sanguinea Linnaeus 1758
- O. saxitoniana † McLearn 1929
- O. seymourensis † Zinsmeister 1984
- O. soleniscus † Meek 1893
- O. striatula Linnaeus 1758
- O. sturtiana † Tate 1886
- O. subangulata † d'Orbigny 1852
- O. submissa † Deshayes 1864
- O. subradiosa † Bohm 1926
- O. superficialis Forskål 1775
- O. tacalensis † Hodson et al. 1927
- O. tayloriana † Gabb 1866
- O. thalassoklusta † Maury 1912
- O. tridacnaeformis Cox 1927
- O. turkestanensis † Romanovski 1880
- O. uncinta † Lamarck 1806
- O. ungulata † Nyst 1843
- O. ventilabrum † Goldfuss 1826
- O. vestita † Fuchs 1883
- O. wiedenmayeri † Hodson et al. 1927
- O. wollastoni † Finlay 1927